# Национальный зал славы женщин
Национальный зал славы женщин США (англ. National Women's Hall of Fame) — общественный институт выбора наиболее значимых для страны женщин США. Создан в 1969 году.
Национальный зал славы женщин США — это частная некоммерческая организация с шестью сотрудниками по состоянию на 2021 год, финансируемая за счет благотворительности, входных билетов и других доходов. В июле 2021 года Дженнифер Гэбриэл была назначена исполнительным директором.

## История
Был создан в 1969 году группой лиц, собравшихся в городе Seneca Falls (штат Нью-Йорк), там где в 1848 году состоялся Women’s Rights Convention. В настоящее время «Зал славы» располагается в здании «Helen Mosher Barben Building». Миссия «Зала славы» выражена следующей формулировкой: «to honor in perpetuity those women, citizens of the United States of America, whose contributions to the arts, athletics, business, education, government, the humanities, philanthropy and science, have been the greatest value for the development of their country.» В настоящее время в «Зал славы» включено более 230 женщин, внёсших значительный вклад в историю, культуру, спорт, бизнес, образование и науку США.
Среди удостоенных права избрания такие знаменитости как «Первая леди песни» Элла Фицджеральд, «Первая леди космоса» астронавтка Салли Райд, «Первая леди политики» Хиллари Родэм Клинтон, лауреат Нобелевской премии по физиологии и медицине Барбара Мак-Клинток, «Первая леди американского театра»
Хелен Хейс, звезда шоу-бизнеса Опра Уинфри, звезда тенниса Билли Джин Кинг и другие.
В августе 2020 года Национальный зал женской славы открыл свои двери для третьего и последнего дома: исторической трикотажной фабрики Seneca, которая находится через канал Национального исторического парка прав женщин, который включает Уэслианскую часовню, где 1848 г. состоялась конвенция о правах женщин, событие, положившее начало женскому избирательному движению в Америке.
После завершения кампании «Возвращение домой» историческая трикотажная фабрика Seneca в четыре раза увеличит доступную площадь до 16 000 квадратных футов (1500 м2), включая выставочные площади, офисы и помещения для встреч для конференций, свадебных приемов и общественных мероприятий.

## Галерея
- Певица Элла Фицджеральд
- Политик Хиллари Родэм Клинтон
- Актриса Хелен Хейс
- Опра Уинфри

## Члены Зала славы
- Faye Glenn Abdellah
- Белла Абзуг
- Эбигейл Адамс
- Джейн Аддамс
- Florence Ellinwood Allen
- Linda Alvarado
- Dorothy H. Andersen
- Мариан Андерсон
- Ethel Percy Andrus
- Вирджиния Апгар
- Перл Бак
- Betty Bumpers
- Charlotte Bunch
- Клара Бартон
- Eleanor K. Baum
- Элла Бейкер
- Рут Бенедикт
- Мэри Маклеод Бетюн
- Гарриет Бичер-Стоу
- Нелли Блай
- Амелия Блумер
- Антуанетта Браун Блэкуэлл
- Элизабет Блэкуэлл
- Эмили Блэкуэлл
- Люсиль Болл
- Mary Breckinridge
- Нэнси Бринкер
- Гвендолин Брукс
- Lydia Moss Bradley
- Myra Bradwell
- Луиза Буржуа
- Маргарет Бурк-Уайт
- Энн Бэнкрофт
- Florence Schorske Wald
- Annie Dodge Wauneka
- Wilma Vaught
- Ву Цзяньсюн
- Виктория Вудхулл
- Матильда Джослин Гейдж
- Мария Гёпперт-Майер
- Алтея Гибсон
- Лилиан Моллер Гилбрет
- Шарлотта Перкинс Гилман
- Рут Бейдер Гинзбург
- Тэмпл Грандин
- Элла Грассо
- Сара Гримке
- Анжелина Гримке
- Марта Гриффитс
- Кэтрин Грэм
- Марта Грэм
- Анна Даллас Дадли
- Мэри Дайер
- Донна де Варона
- Мариан де Форест
- Emma Smith DeVoe
- Карен Декроу
- Ширли Энн Джексон
- Mary Jacobi
- Frances Wisebart Jacobs
- Мэй Джемисон
- Барбара Джордан
- Эмили Дикинсон
- Доротея Дикс
- Элизабет Доул
- Екатерина Мария Дрексель
- Marjory Stoneman Douglas
- Paulina Kellogg Wright Davis
- Дороти Дэй
- Gloria Yerkovich
- Бейб Захариас
- Catherine Shipe East
- Кристал Истман
- Франциска Кабрини
- Mary Steichen Calderone
- Рейчел Карсон
- Розалин Картер
- Стефани Кволек
- Хелен Келлер
- Leontine T. Kelly
- Susan Kelly-Dreiss
- Фрэнсис Келси
- Nannerl Keohane
- Билли Джин Кинг
- Коретта Скотт Кинг
- Хиллари Родэм Клинтон
- Жаклин Кокран
- Рита Колвелл
- Ruth Colvin
- Айлин Мари Коллинз
- Бесси Колман
- Милдред Кон
- Герти Кори
- Марианна Коуп
- Jane Cunningham Croly
- Джули Крон
- Мэгги Кун
- Joan Ganz Cooney
- Энни Кэннон
- Мэри Энн Шедд Кэри
- Уилла Кэсер
- Мэри Стивенсон Кэссетт
- Керри Чапмен Кэтт
- Элизабет Кюблер-Росс
- Уайнона Ладьюк
- Эмма Лазарус
- Доротея Ланж
- Шерри Лансинг
- Allie B. Latimer
- Susette La Flesche
- Лилли Ледбеттер
- Майя Лин
- Энн Линдберг
- Мэри Лион
- Mildred Robbins Leet
- Patricia Locke
- Белва Энн Локвуд
- Жюльетт Гордон Лоу
- Шеннон Лусид
- Клэр Бут Люс
- Уильма Манкиллер
- Филиппа Маррак
- Барбара Мак-Клинток
- Кэтрин Декстер Маккормик
- Louise McManus
- Kate Mullany
- Эйми Маллинз
- Mary Mahoney
- Маргарет Мид
- Барбара Микульски
- Кейт Миллетт
- Пэтси Минк
- Мария Митчелл
- Constance Baker Motley
- Лукреция Мотт
- Antonia Novello
- Сандра Дэй О’Коннор
- Джорджия О’Киф
- Мадлен Олбрайт
- Тенли Олбрайт
- Луиза Олкотт
- Энни Оукли
- Роза Паркс
- Рут Патрик
- Нэнси Пелоси
- Мэри Энгл Пеннингтон
- Фрэнсис Перкинс
- Rebecca Talbot Perkins
- Esther Peterson
- Judith L. Pipher
- Элис Пол
- Салли Райд
- Фрэнсис Райт
- Martha Coffin Pelham Wright
- Жанетт Ранкин
- Жозефина Раффин
- Джанет Рено
- Розан Риджуэй
- Эллен Ричардс
- Линда Ричардс
- Edith Nourse Rogers
- Ernestine Louise Potowski Rose
- Дженет Дэвисон Роули
- Вильма Рудольф
- Элеонора Рузвельт
- Sister Elaine Roulet
- Флоренс Рена Сабин
- Сакагавея
- Энн Салливан
- Бернис Сандлер
- Елизавета Сетон
- Мюриэл Сиберт
- Florence Seibert
- Беверли Силлс
- Бланш Скотт
- Элеанор Смил
- Бесси Смит
- Sophia Smith
- Katherine Siva Saubel
- Hannah Greenebaum Solomon
- Сьюзан Соломон
- Генриетта Сольд
- Глория Стайнем
- Хелен Стивенс
- Нетти Стивенс
- Люси Стоун
- Kate Stoneman
- Harriet Williams Russell Strong
- Элизабет Кейди Стэнтон
- Маргарет Сэнгер
- Гарриет Табмен
- Mary Burnett Talbert
- Ida Tarbell
- Helen Brooke Taussig
- Мария Толчиф
- Соджорнер Трут
- Sheila E. Widnall
- Эмма Уиллард
- Фрэнсис Уиллард
- Опра Уинфри
- Сара Уиннемакка
- Мадам Си Джей Уокер
- Мэри Уокер
- Лиллиан Уолд
- Emily Howell Warner
- Мерси Уоррен
- Эдит Уортон
- Алиса Уотерс
- Faye Wattleton
- Ида Белл Уэллс-Барнетт
- Юдора Уэлти
- Долорес Уэрта
- Джеральдин Ферраро
- Элла Фицджеральд
- Бетти Форд
- Бетти Фридан
- Маргарет Фуллер
- Дороти Хайт
- Mary Hallaren
- Фанни Лу Хамер
- Swanee Hunt
- Helen LaKelly Hunt
- Martha Matilda Harper
- Мэри Харрис
- Патриция Робертс Харрис
- Энн Хатчинсон
- Джулия Уорд Хау
- Хелен Хейс
- Зора Ниэл Хёрстон
- Биатрис Хикс
- Овета Калп Хоббиy
- Barbara Holdridge
- Билли Холидей
- Wilhelmina Cole Holladay
- Jeanne Holm
- Bertha Holt
- Грейс Хоппер
- Элис Хэмилтон
- Лорейн Хэнсберри
- Джулия Чайлд
- Лидия Чайлд
- Маргарет Чейз-Смит
- Ширли Чисхолм
- Донна Шалейла
- Catherine Filene Shouse
- Анна Шварц
- Felice N. Schwartz
- Катрин Швитцер
- Betty Bone Schiess
- Anna Howard Shaw
- Юнис Кеннеди Шрайвер
- Патриция Шрёдер
- Alice C. Evans
- Мэри Эдди
- Marian Wright Edelman
- Гертруда Эдерле
- Гертруда Элайон
- Майя Энджелоу
- Сьюзен Энтони
- Сильвия Эрл
- Амелия Эрхарт
- Розалин Ялоу